# Ekodesign
Jako ekodesign je obecně označován design, který do vývoje a návrhu produktů zahrnuje i hledisko ochrany životního prostředí.
Ekodesign či ekologický design (anglicky ecodesign či ecological design) má řadu definic. Američtí průkopníci ekodesignu Sim Van der Ryn a Stuart Cowan jej definují jako: „jakoukoli formu designu, která minimalizuje dopady na životní prostředí tím, že se integruje do existujících procesů.“ Květoslava Remtová v tematické příručce Ministerstva životního prostředí (MŽP) píše, že: Ekodesign můžeme definovat jako systematický proces navrhování a vývoje výrobku, který vedle klasických vlastností jako je funkčnost, ekonomičnost, bezpečnost, ergonomičnost, technická proveditelnost, estetičnost apod., klade velký důraz na dosažení minimálního negativního dopadu výrobku na životní prostředí, a to z hlediska jeho celého životního cyklu.

## Původ termínu
Termín ekodesign pochází z anglického výrazu ecodesign.
Pro lepší pochopení uvedené definice je vhodné poznamenat, že slovo design se v českém jazyce používá téměř výhradně ve vztahu ke vzhledu výrobku. V angličtině však vyjadřuje i vlastní proces vývoje návrhu a výroby. Jednotlivé fáze a části tohoto procesu jsou v dnešní době vysoce specializovanými oborovými činnostmi, které obvykle zastává tým specialistů.
V oblasti environmentálních přístupů v designu se dnes kromě termínu eco-design resp. ecodesign (ekodesign) setkáváme také s těmito pojmy: Environmental design (environmentální design nebo „design šetrný k životnímu prostředí“), design for environment (design pro environment), green design (zelený design) nebo sustainable design (udržitelný design). Obsah těchto pojmů je v podstatě identický, neboť využívá stejné strategie.

## Vývoj environmentálně orientovaného designu
Na utváření environmentálních postojů a vznik environmentálně orientovaného designu měl vliv environmentalismus. Nejvíce se začal rozvíjet v 70. a 80. letech 20. století jako reakce na prohlubující se ekologické problémy. K environmentálnímu přístupu se hlásila řada vědců i laických aktivistů z mnoha oborů lidské činnosti. Takto se profilovali i někteří představitelé postmoderní architektury a později i designu.
Zájem o environmentální problematiku někdy přerůstá až do módy. Nebo můžeme hovořit o určitém stylu, v němž se environmentální východiska stala také východisky estetickými. Například můžeme hovořit o designu recyklace, v němž designér pracuje znovu s již použitým materiálem jako např. umělá hmota, plech, papír, kůže.
Pod termíny používanými v současnosti si však není možné představovat prapůvodní pojetí historického „zeleného designu“, pro nějž bylo charakteristické odmítání těch „neekologických“ materiálů a naopak používání materiálů přírodních. Díky technologickému pokroku a přísnější legislativě postupně dochází k zavádění šetrnějších výrobních technologií. Výrazně pokročila možnost recyklovat i ty materiály, u kterých to nebylo dříve možné.

## Strategie a postupy
Ekodesign se během své krátké historie vyvinul, z několika velice obecně formulovaných tezí hlásících se explicitně k ochraně životního prostředí, v obor s rozvinutými strategiemi a propracovanou metodikou. 
Ekodesign se zaměřuje ne jenom na výrobek jako takový nebo jeho případnou recyklaci. Velice často přesahuje i do oblasti managementu a optimalizace výrobních procesů a produkt posuzuje z hlediska jeho celého životního cyklu. K tomu se využívá systémová analýza LCA (Life Cycle Assessment).

## Význam ekodesignu
- Účinný nástroj pro ochranu životního prostředí a dosažení udržitelného rozvoje.
- Východisko řešení závažných etických otázek spojených s poškozováním životního prostředí průmyslovou výrobou a konzumním životním stylem.
- Příznivé ekonomické aspekty a zlepšení kvality života – ekodesign (ve srovnání se standardní výrobou) uplatňuje šetrnější materiály i výrobní postupy vůči životnímu prostředí i zdraví lidí. Je úsporný tam, kde má smysl šetřit a vnáší kvalitu tam, kde to je žádoucí.